# Tormes
Le Tormes est une rivière espagnole dans les deux provinces de Salamanque et d'Ávila et un affluent gauche du fleuve le Douro.

## Géographie
Le rio Tormes prend sa source au Prado Tormejón, dans le massif de la Sierra de Gredos, à Navarredonda de Gredos, dans la province d'Ávila. Long de 284 km, il traverse cette dernière ainsi que la province de Salamanque, puis débouche dans le Douro, à Villarino de los Aires, dans un endroit appelé localement Ambasaguas, à la frontière entre l'Espagne et le Portugal. Le Tormes est ainsi un affluent du Duero de rive gauche.
À cause de ses caractéristiques, le Tormes n'assure pas l'approvisionnement en eau de la population durant l'été. C'est pourquoi en 1960 fut construit le barrage de Sainte-Thérèse. D'une capacité de 496 millions m3, il permet l'approvisionnement en eau l'été et le laminage des crues en hiver. Quelques années plus tard, en 1965, fut bâti le barrage de Villagonzalo et, près de la confluence entre le Tormes et le Douro, le barrage d'Almendra en 1970. À cet endroit, le Tormes est encaissé par des parois rocheuses et forme ce qui est appelé les Arribes du Tormes qui accompagnent la rivière jusqu'à son embouchure dans le Douro. 

### Principales localités traversées
Du nord au sud : 
| - Province de Salamanque : - Salamanque, Santa Marta de Tormes, Alba de Tormes, Guijuelo, Puente del Congosto, Navamorales | - Province d'Ávila : - El Losar del Barco, El Barco de Ávila, La Aliseda de Tormes, Angostura de Tormes, Hoyos del Espino, Navacepeda de Tormes |

## Affluents
- Affluents de rive gauche : Zurguén, Aravalle, Alhándiga
- Affluents de rive droite : Corneja, Almar, Caballeruelo, Becedillas

## Galerie d'images

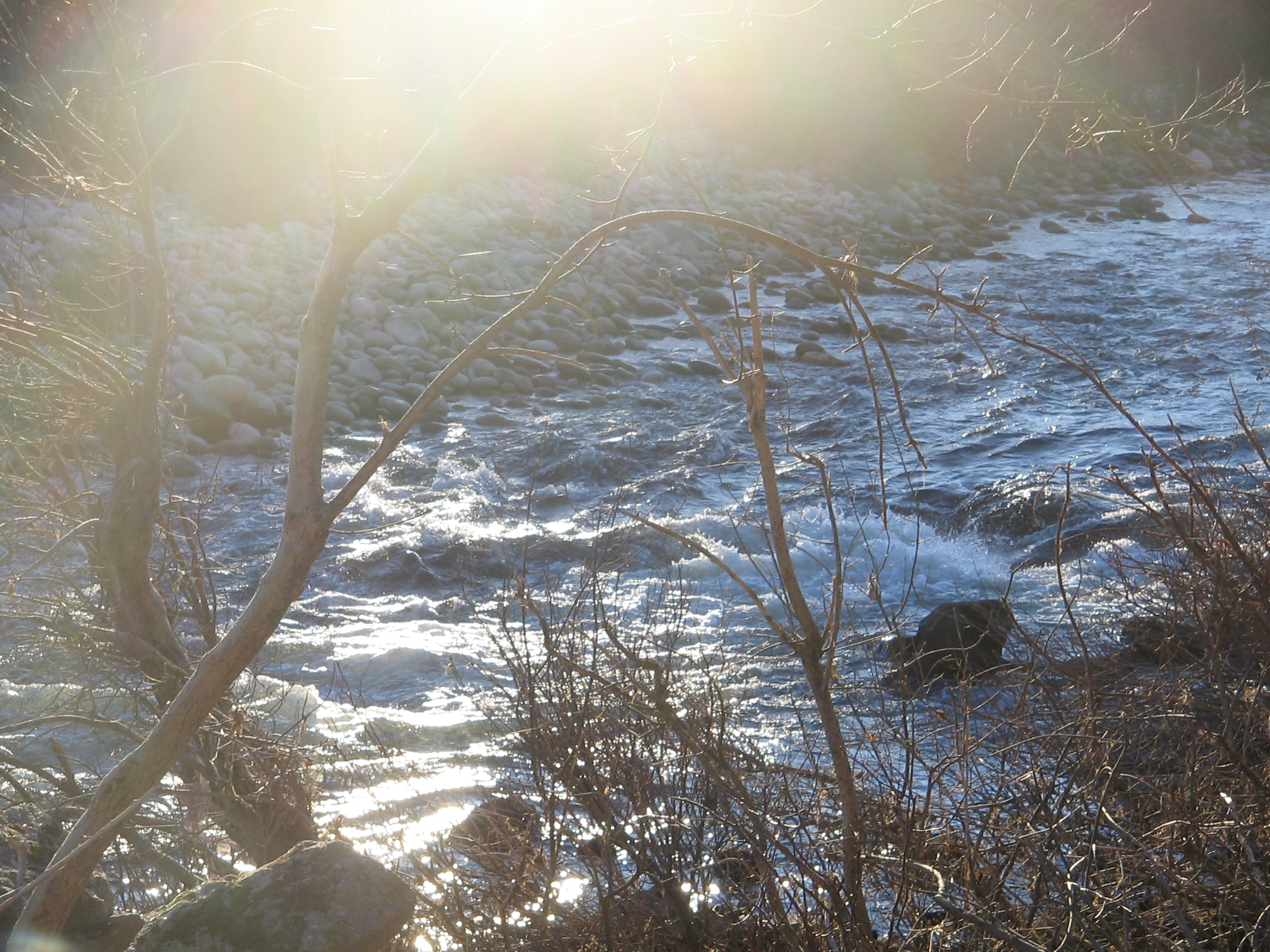
Le Tormes à Navamorisca dans le village d'El Losar (rive gauche) et à Vallehondo dans le village de San Lorenzo de Tormes (rive droite).
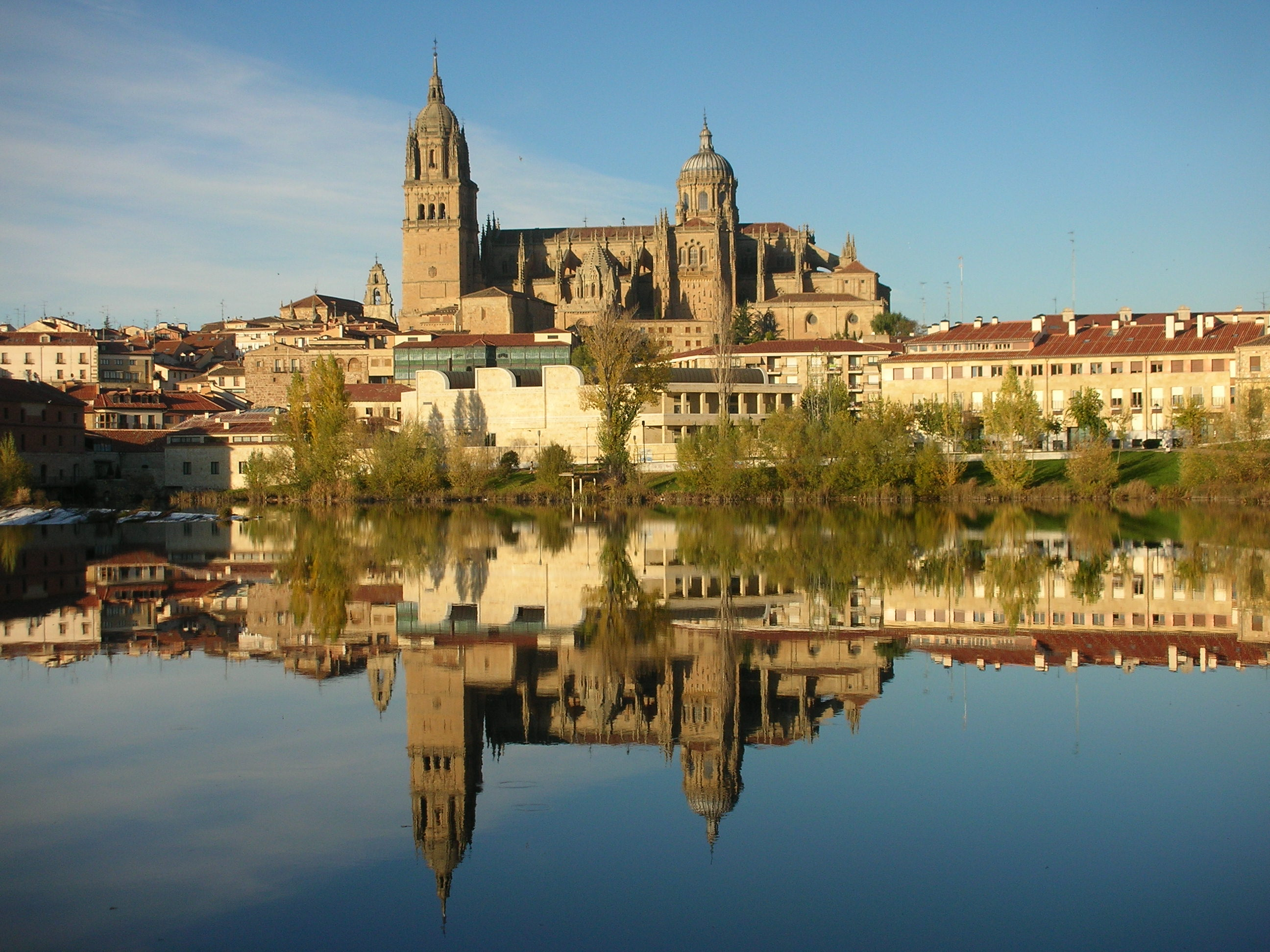
Le Tormes devant la Nouvelle cathédrale de Salamanque.
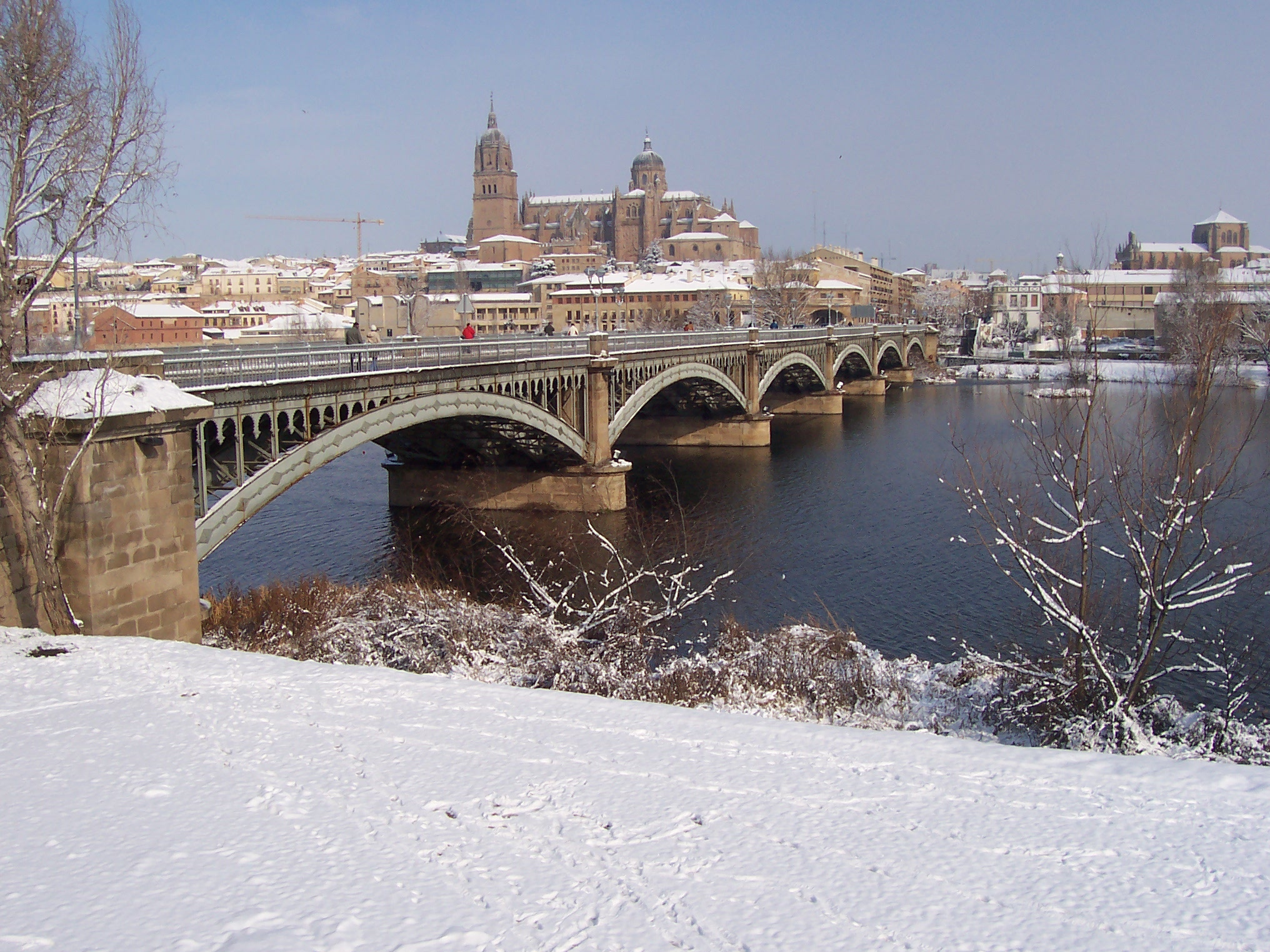
Le pont Enrique Estevan enjambant le Tormes à Salamanque.